# Chondrus zebra
Chondrus zebra is een slakkensoort uit de familie van de Enidae. De wetenschappelijke naam van de soort is voor het eerst geldig gepubliceerd in 1801 door Olivier.